# Modena Volley 2020-2021
Questa voce raccoglie le informazioni riguardanti il Modena Volley nelle competizioni ufficiali della stagione 2020-2021.

## Stagione
Nella stagione 2020-21 il Modena Volley assume la denominazione sponsorizzata di Leo Shoes Modena.
Nella Supercoppa italiana viene eliminato nelle semifinali dalla Sir Safety Perugia.
Partecipa per la cinquantatreesima volta alla Superlega; chiude la regular season di campionato al settimo posto in classifica, qualificandosi per i play-off scudetto: arriva fino ai quarti di finale, sconfitto dalla Lube; accede ai play-off per il 5º posto, vincendoli.
È eliminato dalla Coppa Italia nelle semifinali a seguito della gara persa contro la Lube.
Partecipa inoltre alla Champions League: superata la fase a gironi con il primo posto in classifica nel proprio raggruppamento, viene eliminato nei quarti di finale dalla Sir Safety Perugia al golden set dopo aver vinto una gara a testa per 3-0.

## Organigramma societario
Area direttiva
- Presidente: Catia Pedrini
- Vicepresidente: Giulia Gabana
- Direttore generale: Andrea Sartoretti
- Segreteria generale: Luca Rigolon
- Team manager: Fabio Donadio
- Responsabile palasport: Filippo Consorti
- Direttore operativo: Elisa Bergonzini

Area tecnica
- Allenatore: Andrea Giani
- Allenatore in seconda: Sebastian Carotti
- Assistente allenatore: Nicolò Zanni
- Scout man: Roberto Ciamarra, Chiara Zanasi
- Responsabile settore giovanile: Giulio Salvioli

Area comunicazione
- Addetto stampa: Gian Paolo Maini
- Responsabile comunicazione: Pietro Barone
- Responsabile digital: Enrico Bertoni
- Assistente digital: Stefania Putzu

Area marketing
- Area commerciale: Giuseppe Goldoni, Andrea Parenti, Andrea Blasi
- Responsabile rapporti sponsor e eventi: Elisa Peia, Elisa Patrizzoli

Area sanitaria
- Staff medico: Michel Sabbagh, Lorenzo Segre, Fabio Serafini
- Preparatore atletico: Oscar Berti
- Fisioterapista: Antonio Brogneri, Francesco Bettalico (fino al 10 gennaio 2021), Francesco Zucca (dall'11 gennaio 2021)

## Rosa
| N° | Nome                 | Ruolo | Data di nascita   | Nazionalità sportiva |
| -- | -------------------- | ----- | ----------------- | -------------------- |
| 1  | Tommaso Rinaldi      | S     | 9 novembre 2001   | Italia               |
| 2  | Luis Estrada         | S     | 10 marzo 2000     | Cuba                 |
| 3  | Nicola Iannelli      | L     | 3 marzo 1999      | Italia               |
| 4  | Nemanja Petrić       | S     | 28 luglio 1987    | Serbia               |
| 5  | Paolo Porro          | P     | 27 ottobre 2001   | Italia               |
| 6  | Giovanni Sanguinetti | C     | 14 aprile 2000    | Italia               |
| 7  | Dragan Stanković     | C     | 18 ottobre 1985   | Italia               |
| 10 | Jenia Grebennikov    | L     | 13 agosto 1990    | Francia              |
| 11 | Micah Christenson    | P     | 8 maggio 1993     | Stati Uniti          |
| 13 | Moritz Karlitzek     | S     | 12 agosto 1996    | Germania             |
| 14 | Luca Vettori         | O     | 26 aprile 1991    | Italia               |
| 15 | Elia Bossi           | C     | 15 agosto 1994    | Italia               |
| 17 | Paul Buchegger       | O     | 4 marzo 1996      | Austria              |
| 18 | Daniele Mazzone      | C     | 4 giugno 1992     | Italia               |
| 19 | Daniele Lavia        | S     | 4 novembre 1999   | Italia               |
| 23 | Riccardo Gollini     | S     | 5 luglio 2000     | Italia               |
| 41 | Lorenzo Sala         | S     | 15 settembre 2002 | Italia               |

## Mercato
| Acquisti | Acquisti          | Acquisti           | Acquisti   |
| R.       | Nome              | da                 | Modalità   |
| -------- | ----------------- | ------------------ | ---------- |
| O        | Paul Buchegger    | -                  | definitivo |
| L        | Jenia Grebennikov | Trentino           | definitivo |
| S        | Moritz Karlitzek  | Top Volley Latina  | definitivo |
| S        | Daniele Lavia     | Porto Robur Costa  | definitivo |
| S        | Nemanja Petrić    | Powervolley Milano | definitivo |
| P        | Paolo Porro       | Treviso            | definitivo |
| C        | Dragan Stanković  | You Energy         | definitivo |
| O        | Luca Vettori      | Trentino           | definitivo |

| Cessioni | Cessioni          | Cessioni          | Cessioni   |
| R.       | Nome              | a                 | Modalità   |
| -------- | ----------------- | ----------------- | ---------- |
| S        | Bartosz Bednorz   | Zenit-Kazan       | definitivo |
| C        | Maxwell Holt      | Milano            | definitivo |
| S        | Denys Kaliberda   | -                 | svincolato |
| S        | Giulio Pinali     | Porto Robur Costa | definitivo |
| L        | Salvatore Rossini | Trentino          | definitivo |
| P        | Nicola Salsi      | Emma Villas       | definitivo |
| C        | Andrea Truocchio  | Emma Villas       | definitivo |
| O        | Ivan Zaytsev      | Kuzbass           | definitivo |

## Risultati

### Superlega

#### Girone di andata
| 1ª giornata - 27 settembre 2020 PalaPanini, Modena                         | Modena             | 1 - 3 | Milano             | 20-25, 25-23, 23-25, 22-25       |
| 2ª giornata - 4 ottobre 2020 PalaMaiata, Vibo Valentia                     | Callipo            | 0 - 3 | Modena             | 21-25, 26-28, 20-25              |
| 3ª giornata - 8 ottobre 2020 PalaDeAndré, Ravenna                          | Porto Robur Costa  | 1 - 3 | Modena             | 26-24, 22-25, 20-25, 19-25       |
| 4ª giornata - 11 ottobre 2020 PalaPanini, Modena                           | Modena             | 1 - 3 | Powervolley Milano | 24-26, 19-25, 25-20, 24-26       |
| 5ª giornata - 9 dicembre 2020 PalaTrento, Trento                           | Trentino           | 3 - 0 | Modena             | 26-24, 25-22, 25-20              |
| 6ª giornata - 18 ottobre 2020 PalaPanini, Modena                           | Modena             | 3 - 0 | You Energy         | 25-16, 25-17, 26-24              |
| 7ª giornata - 25 ottobre 2020 PalaSanLazzaro, Padova                       | Padova             | 1 - 3 | Modena             | 17-25, 23-25, 25-21, 18-25       |
| 8ª giornata - 31 ottobre 2020 PalaPanini, Modena                           | Modena             | 0 - 3 | Lube               | 24-26, 22-25, 23-25              |
| 9ª giornata - 3 dicembre 2020 PalaEvangelisti, Perugia                     | Sir Safety Perugia | 3 - 0 | Modena             | 25-20, 25-23, 26-24              |
| 10ª giornata - 23 dicembre 2020 PalaPanini, Modena                         | Modena             | 3 - 1 | NBV                | 25-19, 28-30, 25-23, 25-19       |
| 11ª giornata - 25 novembre 2020 Palazzetto dello Sport, Cisterna di Latina | Top Volley Latina  | 2 - 3 | Modena             | 19-25, 25-19, 27-25, 22-25, 7-15 |

#### Girone di ritorno
| 12ª giornata - 29 novembre 2020 Palazzetto dello Sport, Monza    | Milano             | 3 - 1 | Modena             | 25-14, 21-25, 25-13, 25-22        |
| 13ª giornata - 6 dicembre 2020 PalaPanini, Modena                | Modena             | 0 - 3 | Callipo            | 21-25, 16-25, 18-25               |
| 14ª giornata - 12 dicembre 2020 PalaPanini, Modena               | Modena             | 3 - 0 | Porto Robur Costa  | 25-21, 25-15, 25-12               |
| 15ª giornata - 21 gennaio 2020 Palalido, Milano                  | Powervolley Milano | 3 - 2 | Modena             | 20-25, 30-28, 25-18, 21-25, 20-18 |
| 16ª giornata - 27 dicembre 2020 PalaPanini, Modena               | Modena             | 1 - 3 | Trentino           | 18-25, 27-29, 25-23, 22-25        |
| 17ª giornata - 12 gennaio 2021 PalaBanca, Piacenza               | You Energy         | 0 - 3 | Modena             | 33-35, 15-25, 22-25               |
| 18ª giornata - 14 novembre 2021 PalaPanini, Modena               | Modena             | 3 - 0 | Padova             | 25-23, 25-17, 30-28               |
| 19ª giornata - 16 gennaio 2021 PalaCivitanova, Civitanova Marche | Lube               | 3 - 2 | Modena             | 25-20, 28-30, 25-19, 16-25, 15-10 |
| 20ª giornata - 24 gennaio 2021 PalaPanini, Modena                | Modena             | 1 - 3 | Sir Safety Perugia | 25-23, 21-25, 18-25, 21-25        |
| 21ª giornata - 3 febbraio 2021 PalaOlimpia, Verona               | NBV                | 1 - 3 | Modena             | 21-25, 25-15, 23-25, 21-25        |
| 22ª giornata - 6 febbraio 2021 PalaPanini, Modena                | Modena             | 3 - 1 | Top Volley Latina  | 26-24, 19-25, 25-13, 25-18        |

#### Play-off scudetto
| Turno preliminare (gara 1) - 20 febbraio 2021 PalaPanini, Modena            | Modena            | 3 - 0 | Porto Robur Costa | 31-29, 25-21, 25-21        |
| Turno preliminare (gara 2) - 27 febbraio 2021 PalaDeAndré, Ravenna          | Porto Robur Costa | 0 - 3 | Modena            | 22-25, 22-25, 25-27        |
| Quarti di finale (gara 1) - 14 marzo 2021 PalaCivitanova, Civitanova Marche | Lube              | 3 - 0 | Modena            | 25-17, 33-31, 25-20        |
| Quarti di finale (gara 2) - 17 marzo 2021 PalaPanini, Modena                | Modena            | 1 - 3 | Lube              | 25-22, 22-25, 20-25, 22-25 |

#### Play-off 5º posto
| 1ª giornata - 28 marzo 2020 PalaPanini, Modena                          | Modena             | 2 - 3 | Porto Robur Costa  | 23-25, 25-23, 25-14, 20-25, 17-19 |
| 2ª giornata - 31 marzo 2020 PalaBanca, Piacenza                         | You Energy         | 3 - 0 | Modena             | 25-18, 25-20, 25-19               |
| 3ª giornata - 3 aprile 2020 PalaPanini, Modena                          | Modena             | 1 - 3 | Powervolley Milano | 22-25, 20-25, 27-25, 24-26        |
| 4ª giornata - 8 aprile 2020 PalaMaiata, Vibo Valentia                   | Callipo            | 0 - 3 | Modena             | 17-25, 20-25, 25-27               |
| 5ª giornata - 11 aprile 2020 PalaPanini, Modena                         | Modena             | 3 - 1 | NBV                | 19-25, 25-23, 25-23, 25-21        |
| 6ª giornata - 14 aprile 2020 Palazzetto dello Sport, Cisterna di Latina | Top Volley Latina  | 2 - 3 | Modena             | 29-27, 24-26, 25-21, 23-25, 15-17 |
| 7ª giornata - 18 aprile 2020 PalaPanini, Modena                         | Modena             | 3 - 1 | Padova             | 25-19, 25-21, 22-25, 25-21        |
| Semifinali - 22 aprile 2021 PalaBanca, Piacenza                         | You Energy         | 0 - 3 | Modena             | 21-25, 16-25, 21-25               |
| Finale - 25 aprile 2021 Palalido, Milano                                | Powervolley Milano | 1 - 3 | Modena             | 25-16, 20-25, 20-25, 15-25        |

### Coppa Italia
| Quarti di finale - 27 gennaio 2021 PalaPanini, Modena          | Modena | 3 - 0 | Milano | 28-26, 25-17, 26-24 |
| Semifinali - 30 gennaio 2021 Unipol Arena, Casalecchio di Reno | Lube   | 3 - 0 | Modena | 27-25, 25-22, 25-21 |

### Supercoppa italiana
| Semifinali (andata) - 13 settembre 2020 PalaEvangelisti, Perugia | Sir Safety Perugia | 3 - 0 | Modena             | 26-24, 25-23, 25-20               |
| Semifinali (ritorno) - 20 settembre 2020 PalaPanini, Modena      | Modena             | 3 - 2 | Sir Safety Perugia | 25-22, 25-20, 14-25, 26-28, 15-12 |

### Champions League

#### Fase a gironi
| 1ª giornata - 15 dicembre 2020 Sporthal Schiervelde, Roeselare | Kuzbass          | 1 - 3 | Modena    | 23-25, 19-25, 25-22, 28-30        |
| 2ª giornata - 16 dicembre 2020 Sporthal Schiervelde, Roeselare | Projekt Warszawa | 0 - 3 | Modena    | 21-25, 17-25, 24-26               |
| 3ª giornata - 17 dicembre 2020 Sporthal Schiervelde, Roeselare | Modena           | 3 - 2 | Roeselare | 25-27, 25-19, 22-25, 25-22, 15-11 |
| 4ª giornata - 9 febbraio 2021 PalaPanini, Modena               | Kuzbass          | 0 - 3 | Modena    | 22-25, 15-25, 21-25               |
| 5ª giornata - 10 febbraio 2021 PalaPanini, Modena              | Projekt Warszawa | 3 - 2 | Modena    | 20-25, 27-25, 22-25, 25-18, 15-10 |
| 6ª giornata - 11 febbraio 2021 PalaPanini, Modena              | Modena           | 0 - 3 | Roeselare | 22-25, 21-25, 22-25               |

#### Fase a eliminazione diretta
| Quarti di finale (andata) - 23 febbraio 2021 PalaPanini, Modena    | Modena             | 3 - 0 | Sir Safety Perugia | 25-21, 25-18, 25-22                  |
| Quarti di finale (ritorno) - 2 marzo 2021 PalaEvangelisti, Perugia | Sir Safety Perugia | 3 - 0 | Modena             | 25-23, 25-18, 25-21 Golden set: 15-5 |

## Statistiche

### Statistiche di squadra
| Competizione        | Punti | In casa | In casa | In casa | In trasferta | In trasferta | In trasferta | Totale | Totale | Totale |
| Competizione        | Punti | G       | V       | P       | G            | V            | P            | G      | V      | P      |
| ------------------- | ----- | ------- | ------- | ------- | ------------ | ------------ | ------------ | ------ | ------ | ------ |
| Superlega           | 34/12 | 17      | 8       | 9       | 18           | 11           | 7            | 35     | 19     | 16     |
| Coppa Italia        | -     | 1       | 1       | 0       | 0            | 0            | 0            | 2      | 1      | 1      |
| Supercoppa italiana | -     | 1       | 1       | 0       | 1            | 0            | 1            | 2      | 1      | 1      |
| Champions League    | 12    | 1       | 1       | 0       | 1            | 0            | 1            | 8      | 5      | 3      |
| Totale              | -     | 20      | 11      | 9       | 20           | 11           | 9            | 47     | 26     | 21     |

G = partite giocate; V = partite vinte; P = partite perse

### Statistiche dei giocatori
| Giocatore      | Superlega | Superlega | Superlega | Superlega | Superlega | Coppa Italia | Coppa Italia | Coppa Italia | Coppa Italia | Coppa Italia | Supercoppa italiana | Supercoppa italiana | Supercoppa italiana | Supercoppa italiana | Supercoppa italiana | Champions League | Champions League | Champions League | Champions League | Champions League | Totale | Totale | Totale | Totale | Totale |
| Giocatore      | P         | PT        | AV        | MV        | BV        | P            | PT           | AV           | MV           | BV           | P                   | PT                  | AV                  | MV                  | BV                  | P                | PT               | AV               | MV               | BV               | P      | PT     | AV     | MV     | BV     |
| -------------- | --------- | --------- | --------- | --------- | --------- | ------------ | ------------ | ------------ | ------------ | ------------ | ------------------- | ------------------- | ------------------- | ------------------- | ------------------- | ---------------- | ---------------- | ---------------- | ---------------- | ---------------- | ------ | ------ | ------ | ------ | ------ |
| E. Bossi       | 17        | 74        | 59        | 14        | 1         | 0            | 0            | 0            | 0            | 0            | 2                   | 6                   | 5                   | 1                   | 0                   | 1                | 2                | 2                | 0                | 0                | 20     | 82     | 66     | 15     | 1      |
| P. Buchegger   | 12        | 103       | 100       | 1         | 2         | 0            | 0            | 0            | 0            | 0            | -                   | -                   | -                   | -                   | -                   | 3                | 7                | 7                | 0                | 0                | 15     | 110    | 107    | 1      | 2      |
| M. Christenson | 35        | 104       | 37        | 32        | 35        | 2            | 3            | 0            | 1            | 2            | 2                   | 2                   | 0                   | 2                   | 0                   | 8                | 32               | 11               | 13               | 8                | 47     | 141    | 48     | 48     | 45     |
| L. Estrada     | 14        | 40        | 36        | 4         | 0         | -            | -            | -            | -            | -            | 2                   | 2                   | 1                   | 1                   | 0                   | 3                | 5                | 5                | 0                | 0                | 19     | 47     | 42     | 5      | 0      |
| R. Gollini     | 5         | 0         | 0         | 0         | 0         | -            | -            | -            | -            | -            | -                   | -                   | -                   | -                   | -                   | -                | -                | -                | -                | -                | 5      | 0      | 0      | 0      | 0      |
| J. Grebennikov | 35        | 0         | 0         | 0         | 0         | 2            | 0            | 0            | 0            | 0            | 2                   | 0                   | 0                   | 0                   | 0                   | 8                | 0                | 0                | 0                | 0                | 47     | 0      | 0      | 0      | 0      |
| N. Iannelli    | 2         | 0         | 0         | 0         | 0         | 0            | 0            | 0            | 0            | 0            | 0                   | 0                   | 0                   | 0                   | 0                   | 0                | 0                | 0                | 0                | 0                | 2      | 0      | 0      | 0      | 0      |
| M. Karlitzek   | 33        | 221       | 166       | 18        | 37        | 2            | 0            | 0            | 0            | 0            | 2                   | 24                  | 21                  | 1                   | 2                   | 8                | 34               | 25               | 2                | 7                | 45     | 279    | 212    | 21     | 46     |
| D. Lavia       | 24        | 222       | 196       | 21        | 5         | 2            | 25           | 22           | 2            | 1            | 2                   | 22                  | 19                  | 3                   | 0                   | 7                | 95               | 84               | 10               | 1                | 35     | 364    | 321    | 36     | 7      |
| D. Mazzone     | 31        | 236       | 170       | 43        | 23        | 2            | 10           | 8            | 0            | 2            | 2                   | 13                  | 9                   | 3                   | 1                   | 8                | 59               | 48               | 9                | 2                | 43     | 318    | 235    | 55     | 28     |
| N. Petrić      | 32        | 373       | 307       | 38        | 28        | 2            | 20           | 14           | 3            | 3            | 2                   | 18                  | 16                  | 1                   | 1                   | 7                | 71               | 58               | 5                | 8                | 43     | 482    | 395    | 47     | 40     |
| P. Porro       | 28        | 13        | 2         | 2         | 9         | 1            | 0            | 0            | 0            | 0            | 2                   | 1                   | 1                   | 0                   | 0                   | 5                | 2                | 0                | 0                | 2                | 36     | 16     | 3      | 2      | 11     |
| T. Rinaldi     | 19        | 115       | 100       | 4         | 11        | 1            | 2            | 2            | 0            | 0            | 1                   | 1                   | 1                   | 0                   | 0                   | 4                | 4                | 4                | 0                | 0                | 25     | 122    | 107    | 4      | 11     |
| L. Sala        | 1         | 0         | 0         | 0         | 0         | -            | -            | -            | -            | -            | -                   | -                   | -                   | -                   | -                   | 0                | 0                | 0                | 0                | 0                | 1      | 0      | 0      | 0      | 0      |
| G. Sanguinetti | 7         | 26        | 21        | 4         | 1         | 0            | 0            | 0            | 0            | 0            | 0                   | 0                   | 0                   | 0                   | 0                   | 0                | 0                | 0                | 0                | 0                | 7      | 26     | 21     | 4      | 1      |
| D. Stanković   | 28        | 189       | 141       | 33        | 15        | 2            | 13           | 10           | 2            | 1            | 2                   | 22                  | 13                  | 5                   | 4                   | 8                | 63               | 46               | 14               | 3                | 40     | 287    | 210    | 54     | 23     |
| L. Vettori     | 31        | 378       | 343       | 16        | 19        | 2            | 34           | 29           | 3            | 2            | 2                   | 5                   | 4                   | 1                   | 0                   | 8                | 97               | 83               | 7                | 7                | 43     | 514    | 459    | 27     | 28     |

P = presenze; PT = punti totali; AV = attacchi vincenti; MV = muri vincenti; BV = battute vincenti